# Episodi di Blindspot (quinta stagione)
La quinta e ultima stagione della serie televisiva Blindspot, composta da 11 episodi, viene trasmessa in prima visione negli Stati Uniti d'America da NBC dal 7 maggio al 23 luglio 2020. In Italia è stata trasmessa su Premium Crime dal 27 ottobre 2020 al 5 gennaio 2021. 
| n° | Titolo originale           | Titolo italiano       | Prima TV USA   | Prima TV Italia  |
| -- | -------------------------- | --------------------- | -------------- | ---------------- |
| 1  | I Came to Sleigh           | Incontri e addii      | 7 maggio 2020  | 27 ottobre 2020  |
| 2  | We Didn't Start The Fire   | Chiamata all'azione   | 14 maggio 2020 | 3 novembre 2020  |
| 3  | Existential Ennui          | L'unione fa la forza  | 28 maggio 2020 | 10 novembre 2020 |
| 4  | And My Exe!                | Ricordi               | 4 giugno 2020  | 17 novembre 2020 |
| 5  | Head Games                 | Giochi di mente       | 11 giugno 2020 | 24 novembre 2020 |
| 6  | Fire & Breamstone          | Caccia al tesoro      | 18 giugno 2020 | 1º dicembre 2020 |
| 7  | Awl In                     | Il prezzo da pagare   | 25 giugno 2020 | 8 dicembre 2020  |
| 8  | Ghost Train                | Il cerchio si stringe | 2 luglio 2020  | 15 dicembre 2020 |
| 9  | Brass Tacks                | Scacco alla regina    | 9 luglio 2020  | 22 dicembre 2020 |
| 10 | Love You to Bits and Bytes | Hacker contro hacker  | 9 luglio 2020  | 29 dicembre 2020 |
| 11 | Iunne Ennui                | L'ultimo caso         | 23 luglio 2020 | 5 gennaio 2021   |

## Incontri e addii
- Titolo originale: I Came to Sleigh
- Diretto da: Mark Pellington
- Scritto da: Chris Pozzebon

### Trama
Due mesi dopo l'attacco dei droni, tutta la squadra é sopravvissuta tranne Reade che è rimasto ucciso nell'esplosione e Rich rimane sotto la custodia della CIA. L'esibizione di uno dei tatuaggi di Jane a Times Square spinge Madeleine a rafforzare la sua ricerca della squadra, che si è riunita per indicare dove tengono in custodia Rich.

## Chiamata all'azione
- Titolo originale: We Didn't Start the Fire
- Diretto da: Kristin Windhall
- Scritto da: Eric Buchman

### Trama
Jane e la squadra si rivolgono al padre di Patterson nella speranza di ottenere l'accesso ad una conferenza in Finlandia dove sperano di portare Weitz dalla loro parte, oltre ad evitare un attacco senza essere scoperti da Madeleine che costringe lo stesso Weitz ad assumere Ivy Sands e altri membri del gruppo terroristico Dabbur Zhan per sterminare la squadra.

## L'unione fa la forza
- Titolo originale: Existential Ennui
- Diretto da: Joy T. Lane
- Scritto da: Ryan Johnson e Peter Lalayanis

### Trama
Quando un'operazione fallisce, Jane e la squadra organizzano un piano per incastrare Madeleine, intanto Weitz é costretto a un gioco di scacchi psicologico mentre Madeleine valuta la sua lealtà e scoprire una talpa nell'FBI.

## Ricordi
- Titolo originale: And My Exe!
- Diretto da: America Young
- Scritto da: Matt Young

### Trama
Per impedire alla Sands e al suo gruppo terroristico di procurarsi un'arma mortale, Jane e la squadra ricordano i dettagli chiave dei loro primi giorni all'FBI. Nel frattempo, Weller è preoccupato dopo aver ricevuto notizie preoccupanti sulla salute di sua figlia.

## Giochi di mente
- Titolo originale: Head Games
- Diretto da: Pamela Romanowsky
- Scritto da: Brendan Gall

### Trama
Quando Jane viene ferita e Weller rapito, il resto decidono di andare a salvare le loro vite mantenendo la segretezza della loro base nascosta. Lo stesso Weller è perseguitato da alcuni fantasmi oscuri del passato.

## Caccia al tesoro
- Titolo originale: Fire & Breamstone
- Diretto da: Dermott Downs
- Scritto da: Rachel Caris Love

### Trama
Quando un faccendiere islandese Ice Cream, torna per riscuotere il suo debito, la squadra intraprende una corsa tra la vita e la morte intorno al mondo per risolvere una serie di enigmi e recuperare i dipinti di Gardner rubati.

## Il prezzo da pagare
- Titolo originale: Awl In
- Diretto da: Ramaa Mosley
- Scritto da: Anne Hecker

### Trama
Nel tentativo di impedire a Madeleine di spedire due aerei pieni di ZIP negli Stati Uniti, Jane e la squadra si divide in una missione sotto copertura ad alto rischio in cui intercettano il figlio di Madeleine, però la stessa Madeleine interroga un vecchio alleato per ottenere informazioni su Weller e sulla squadra.

## Il cerchio si stringe
- Titolo originale: Ghost Train
- Diretto da: Martha Mitchell
- Scritto da: Eric Buchman

### Trama
La squadra si affretta a superare Madeleine e Ivy mentre si avvicinano alla posizione del bunker, ma qualcuno all'interno fornisce informazioni a Madeleine.

## Scacco alla regina
- Titolo originale: Brass Tacks
- Diretto da: Chris Place
- Scritto da: Matt Young

### Trama
Con i membri sopravvissuti della squadra catturati e tenuti sotto custodia dall'FBI, Madeleine e Ivy sono nelle fasi finali del loro piano, ma alcuni alleati però escono allo scoperto, cercando di fermarla prima che sia troppo tardi.

## Hacker contro hacker
- Titolo originale: Love You to Bits and Bytes
- Diretto da: Jean de Segonzac
- Scritto da: Chris Pozzebon

### Trama
Ivy corre per recuperare la scorta di bombe ZIP, ma Jane e la squadra fa affidamento sull'aiuto di una spina nel fianco di lunga data.

## L'ultimo caso
- Titolo originale: Iunne Ennui
- Diretto e scritto da: Martin Gero

### Trama
Jane e la squadra uniscono le forze e si affrettano a trovare la soluzione, poiché Jane è stata esposta a notevoli quantità di ZIP.